# Hvítanes
Hvítanes es una pequeña localidad en las Islas Feroe, Dinamarca, que se localiza al norte de Tórshavn. Cuenta con 89 habitantes en 2012.
Su nombre significa en feroés "punta blanca". Hvítanes fue fundada en 1837. La aldea perteneció al municipio del Extrarradio de Tórshavn hasta 1978, cuando se integró al municipio de Tórshavn.
Se asienta en la costa oriental de Streymoy, a unos 5 km al norte del centro de la capital, en una pequeña ensenada con un embarcadero donde pueden acostar pequeñas embarcaciones. En Hvítanes se pretende construir un túnel submarino que una las islas de Streymoy y Eysturoy, para permitir una comunicación más rápida entre la capital con la zona del Skálafjørður.
En las cercanías de Hvítanes se encuentra una planta municipal de incineración de basura.